# Bontihing
Bontihing is een bestuurslaag in het regentschap Buleleng van de provincie Bali, Indonesië. Bontihing telt 4606 inwoners (volkstelling 2010).